# Клименко, Андрей Евтихиевич
Андрей Евтихиевич Клименко — председатель Всесоюзного совета евангельских христиан-баптистов с 1974 по 1985 год, старший пресвитер по Российской Федерации с 1979 по 1980 год, пресвитер Куйбышевской (ныне — Самарской) церкви ЕХБ.

## Молодость
А. Е. Клименко родился в селе Троицком Симбирской губернии в семье православных крестьян. В 1918 году не стало его отца, а через 4 года умерла его мать. Старший брат Пëтр присматривал за ним, как мог.
Его детство проходило в смутное и голодное время. Он искал защиты и поддержки у людей, но часто не находил, и утешением для него было посещение молитвенных собраний в баптистской общине.
В 1925 году он уверовал, а в 1927 году принял святое водное крещение, после чего начал проповедовать о Христе, работая в колхозе. В 1931 году он переехал в Самару. Здесь он продолжал служение проповедника, затем диакона церкви.
По воспоминаниям проповедника Виктора Игнатьева, в 1930-е годы А. Е. Клименко несмотря на запрет на богослужения периодически навещал верующих их общины в селе Семёновка Кинель-Черкасского района Самарской области. Эти дни были днями большой радости и торжества — тайком верующие собирались вместе. Андрей Евтихиевич был очень обаятельным человеком и прирождённым пастырем, которого любили все. Даже взрослые называли его «брат Андрюша».
В 1934 году власти дали разрешение на проведение собраний в бывшей православной часовне, А. Е. Клименко был на этих собраниях проповедником.
В 1936—1939 годах он прошёл армейскую службу на Дальнем Востоке.
В 1941 году А. Е. Клименко был рукоположён на труд в Куйбышевской церкви. Андрея Евтихиевича не призвали на фронт из-за проблем со здоровьем. Он трудился на заводе слесарем-сантехником. В годы войны богослужений как таковых не проводилось, и верующие собирались для молитв в маленькой комнате у слепой старушки Д. Г. Слегиной. Это было большим благословением для детей Божиих.
В 1943 году из Москвы приехал служитель И. Г. Иванов и собрал «двадцатку» заявителей, чтобы зарегистрировать церковь. Каждый из этих двадцати знал, на что шёл: его имя вносилось в списки надзорных органов. Среди них был и Андрей Клименко.
Собрания в церкви возобновились. Членами церкви были собраны средства на санитарный самолёт «Милосердный самарянин» для вывоза раненных с фронта. После войны вновь был открыт молитвенный дом.

## Служение во ВСЕХБ
В 1949 году А. Е. Клименко был рукоположён на пресвитерское служение пресвитерами Н. А. Левинданто и Г. М. Бузыниным. Служение пресвитера в Куйбышевской церкви он нёс до 1963 года, до избрания его на труд старшего пресвитера по Куйбышевской, Пензенской, Оренбургской, Тамбовской и Воронежской областям.
В 1966 году на всесоюзном съезде А. Е. Клименко был избран членом ВСЕХБ, продолжая нести одновременно труд старшего пресвитера уже по тринадцати областям.
На пленуме ВСЕХБ в 1971 году А. Е. Клименко был избран заместителем председателя ВСЕХБ, неся по-прежнему труд старшего пресвитера по Поволжью. В 1973 году он переехал в Москву.
В 1974 году на 41-м всесоюзном съезде его избрали председателем ВСЕХБ.
Он значительно обновил состав старших пресвитеров республик и областей, пригласив в союзный центр таких ярких духовных лидеров, как В. Е. Логвиненко, Н. А. Колесников, И. С. Гнида и др. На пасторское служение в Куйбышевской церкви он выдвинул молодого проповедника В.С. Рягузова.
В 1979 году он был вновь избран председателем ВСЕХБ и старшим пресвитером по Российской Федерации. Этот труд он нёс до очередного съезда 1985 года, после чего перешёл на заслуженный отдых.
После болезни и кончины супруги в 1988 году А. Е. Клименко тяжело заболел. Ему была сделана операция, но этого оказалось недостаточно. Нужна была вторая, однако из-за упадка сил пациента врачи так и не смогли приступить к ней. Болезнь быстро прогрессировала, и его жизнь заметно угасала. Заботу о нём взяли на себя внучка и дочь с зятем. С большим трудом он посетил в последний раз богослужение с Хлебопреломлением 3 декабря 1989 года. Это было прощание с Московской церковью.

## Семья
В 1940 году женился на вдове с двумя детьми. Супругу звали Вера Никифоровна Городнова. В 1966 году супруга серьёзно заболела и уже не вставала с постели. В 1968 году она отошла в вечность. Кроме уже взрослых усыновлённых, остались ещё двое общих детей — дочь и сын.
Вскоре А. Е. Клименко вступил в брак с хористкой поместной церкви Евдокией Степановной Сабуровой. Она была добродетельной женой, с охотой принимала гостей и делила с мужем все тяготы жизни. В 1988 он пережил и её кончину.